# Phonocolor
La Phonocolor fu una casa discografica italiana attiva negli anni cinquanta e sessanta.

## Storia della Phonocolor
La Phonocolor fu fondata alla fine del 1959 da Natale Sciascia, già titolare del gruppo editoriale Cellograf-Simp. Gli studi e gli uffici vennero ubicati presso la stessa Cellograf, che era proprietaria e distributrice della neonata casa discografica.
Come direttore artistico venne chiamato il maestro Felix Cameroni, affiancato dal suo pianista Gino Mescoli, che riuscì ad ottenere un buon successo lanciando cantanti come John Foster (pseudonimo di Paolo Occhipinti) e Lucia Altieri.
Dopo la fondazione della Style, alla fine del 1962, la Phonocolor cessò l'attività. Per motivi commerciali e contrattuali, dischi marchiati Phonocolor continuarono ad essere pubblicati fino al 1972.
La Phonocolor comprese l'importanza, per il mercato italiano, dell'inserimento dei dischi all'interno dei juke boxes; prima ancora della creazione dei dischi da juke box (con canzoni di artisti diversi nei due lati), l'azienda trovò una soluzione di compromesso per incentivare gli esercenti; alcune delle copertine dei dischi in vendita erano dotate di un tagliando con i dati dell'artista e delle canzoni, da separare ed inserire con tag nei juke box.
La sede della Phonocolor - cui subentrò la Style - era in via Maffucci 18 a Milano; in seguito la struttura è stata abbattuta per far spazio ad edifici residenziali.

## I dischi pubblicati

### 33 giri
| Numero di catalogo | Anno | Interprete    | Titoli                             |
| ------------------ | ---- | ------------- | ---------------------------------- |
| MSLP 302           | 1961 | Gino Mescoli  | I maggiori successi internazionali |
| MSLP 305           | 1962 | Gino Mescoli  | Fantasie internazionali            |
| MSLP 306           | 1962 | Lucia Altieri | Lucia Altieri                      |
| MSLP 00309         | 196x | Max Raffeng   | Max Raffeng n° 4                   |

### EP
| Numero di catalogo | Anno | Interprete  | Titoli                         |
| ------------------ | ---- | ----------- | ------------------------------ |
| MEP 4002           | 1959 | John Foster | Why/Dream Lover/Felicità/Ya-Ya |

### 45 giri
| Numero di catalogo | Anno         | Interprete                                          | Titoli                                                                 |
| ------------------ | ------------ | --------------------------------------------------- | ---------------------------------------------------------------------- |
| MS 1007            | 1960         | Ivana Cosetta                                       | Colpevole/Non sei felice                                               |
| MS 1010            | 1959         | John Foster                                         | It Is No True/Les Gitans                                               |
| MS 1012            | 1959         | Aldo Attuali                                        | Ma Ma/Alla Luna (Sail along silvery moon)                              |
| MS 1013            | 1959         | John Foster (sul lato A)/Lottie Rivers (sul lato B) | Home On The Range/Fascination                                          |
| MS 1019            | 1959         | John Foster (sul lato A)/Lottie Rivers (sul lato B) | Patricia/When                                                          |
| MS 1021            | 1959         | John Foster (sul lato A)/Carla Riva (sul lato B)    | I Wanna/Le Jour Ou La Plouie Viendra                                   |
| MS 1023            | 1959         | Gabriella Monti                                     | Cantando con le lacrime agli occhi/Stupidella                          |
| MS 1024            | 1959         | Paul Williams                                       | Cheek To Cheek (Guancia A Guancia)/Seven Lonely Days (Sette Lunghi Dì) |
| MS 1028            | 1959         | John Foster (sul lato A)/Paul Williams (sul lato B) | Smoke Gets In Your Eyes/Tom Doley                                      |
| MS 1036            | 1959         | John Foster (sul lato A)/Carla Riva (sul lato B)    | Jamaica Farewell/Arrivederci                                           |
| MS 1037            | 1959         | John Foster                                         | Felicità/Ya-Ya                                                         |
| MS 1038            | 1959         | Carla Riva                                          | Personalità/Till                                                       |
| MS 1040            | 1960         | Nino Ginex                                          | Il mare/Marina                                                         |
| MS 1042            | 1960         | John Foster                                         | Dream Lover/Why                                                        |
| MS 1047            | 1960         | Crazy Rock Boys                                     | Il ribelle/Baby rock                                                   |
| MS 1054            | 1960         | John Foster                                         | Scandalo al sole/Stuck On You                                          |
| MS 1065            | 1960         | Spero & i Crazy Rock Boys                           | Non m'ami più/Muchela dracula                                          |
| MS 1066            | 1960         | Carla Riva                                          | Ogni giorno/Plenilunio                                                 |
| MS 1068            | 1960         | John Foster                                         | White Christmas/Stille Nacht                                           |
| MS 1071            | 1960         | John Foster                                         | Nessuno al mondo/Fame And Fortune                                      |
| MS 1073            | 1961         | Nino Ginex                                          | Granada/Ol' man river                                                  |
| MS 1074            | 1960         | Carla Riva                                          | Uno a te, uno a me/Nessuno al mondo                                    |
| MS 1078            | 1960         | Spero e i Crazy Rock Boys                           | Impazzivo per te/E' sceso un angelo                                    |
| MS 1079            | 1960         | Spero e i Crazy Rock Boys                           | Teddy girl/Il rock del Topolino                                        |
| MS 1080            | 1960         | Leda Devi                                           | Il cielo in una stanza/Milord                                          |
| MS 1087            | 1960         | John Foster                                         | What A Sky/Mack The Knife                                              |
| MS 1088            | 1960         | John Foster                                         | Itsy Bitsy Teenie Weenie Yellow Polkadot Bikini/Jamaica Farewell       |
| MS 1091            | 1961         | Leda Levi                                           | Notturno senza luna/Al di là                                           |
| MS 1092            | 1961         | Nani                                                | Un uomo vivo/Patatina                                                  |
| MS 1093            | 1961         | Spero e i Crazy Rock Boys                           | 24 mila baci/Benzina e cerini                                          |
| MS 1094            | 1961         | Nino Ginex                                          | Carolina dai/Pozzanghere                                               |
| MS 1095            | 1961         | Carlo Riva                                          | Tu come me/Come sinfonia                                               |
| MS 1096            | 1961         | Leda Devi                                           | Io amo tu ami/Qualcuno mi ama                                          |
| MS 1097            | 1961         | Nani                                                | Lady luna/A.A.A. Adorabile cercasi                                     |
| MS 1099            | 1961         | Leda Devi                                           | Le mille bolle blu/Che brivido ragazzi                                 |
| MS 1106            | 1961         | Gino Mescoli                                        | Exodus/Il cielo in una stanza                                          |
| MS 1112            | 1961         | John Foster                                         | La canzone di Alamo/North To Alaska                                    |
| MS 1113            | 1961         | John Foster                                         | Just The Same Old Line/Are You Sure?                                   |
| MS 1114            | 1961         | Gino Mescoli                                        | Gilly/Calcutta                                                         |
| MS 1115            | 1961         | Spero & i Crazy Rock Boys                           | Go-Kart/Valanga                                                        |
| MS 1116            | 1961         | Vanna Scotti                                        | Estate/Col pigiama e le babbucce                                       |
| MS 1117            | 1961         | Gino Mescoli                                        | Tango della gelosia/Hernando's Hideway                                 |
| MS 1119            | 1961         | Leda Devi                                           | Nulla rimpiangerò/Sentimentale cha cha cha                             |
| MS 1121            | 1961         | Nino Ginex                                          | Midnite special/Stanotte siamo soli                                    |
| MS 1125            | 1961         | Vanna Scotti                                        | Brrr...che freddo!/Tingeling                                           |
| MS 1129            | 1961         | Carla Riva                                          | Si dice/Qualcuno mi aspetta                                            |
| MS 1130            | 1961         | Lucia Altieri                                       | Lady Chatterley's lover/Tango cha cha cha                              |
| MS 1131            | 1961         | Lucia Altieri                                       | Paradiso della notte/Era scritto nel cielo                             |
| MS 1132            | 1961         | Lucia Altieri                                       | 'Nzieme a tte/Napule dinto e fora                                      |
| MS 1133            | 1961         | Domi Serengay                                       | Juventus/Maria                                                         |
| MS 1134            | 1961         | John Foster                                         | Legata a un granello di sabbia/Nell'ombra                              |
| MS 1137            | 1961         | Vanna Scotti                                        | Non esiste l'amor/Amore baciami                                        |
| MS 1139            | 1961         | Gino Mescoli                                        | Sulla carrozzella/Reginella campagnola                                 |
| MS 1141            | 1961         | Lucia Altieri                                       | 'O passato/Tu si 'a malincunia                                         |
| MS 1142            | 1961         | Lucia Altieri                                       | John ping pong/Lady Chatterley's lover                                 |
| MS 1143            | 1961         | John Foster                                         | In cerca di te/Al buio                                                 |
| MS 1144            | 1961         | Nino Ginex                                          | La novia/Tango cha cha cha                                             |
| MS 1147            | 1961         | Ivan Antony                                         | Tre gocce di pianto/Basta credere                                      |
| MS 1148            | 1961         | Nino Ginex                                          | E' stato un sogno/Troppo bella per te                                  |
| MS 1149            | 1961         | Sergio Simoni                                       | Versilia by night/Piccola commessa                                     |
| MS 1150            | 1961         | Angelo & i suoi Angeli                              | Pepito/Una bambina sei tu                                              |
| MS 1151            | 1961         | Gino Mescoli                                        | Torna settembre/Begin The Beguine                                      |
| MS 1154            | 1961         | Lucia Altieri                                       | Ultime foglie/Adios, pampa mia                                         |
| MS 1159            | 1961         | John Foster                                         | The Twist/Sermonette                                                   |
| MS 1160            | 1961         | Nella Bellero                                       | La roulette/Un angelo                                                  |
| MS 1162            | 1961         | Gino Mescoli                                        | Tonight/Le case                                                        |
| MS 1163            | 1961         | John Foster                                         | Luna malinconica/Gingillo                                              |
| MS 1164            | 1961         | Lucia Altieri                                       | Autumn in London/Piango, perché piango!                                |
| MS 1165            | 1961         | Vanna Scotti                                        | Tu mi vuoi bene...(e non lo sai)/Stai qui                              |
| MS 1166            | 1961         | Gino Mescoli                                        | La ruota (Wheels)/Da-Da-Un-Pa                                          |
| MS 1167            | 1961         | Orchestra Giorgio Fabor                             | Ballata di una tromba/Moliendo Cafe                                    |
| MS 1169            | 1961         | Vanna Scotti                                        | Canary Twist/Prendi una matita                                         |
| MS 1170            | 1962         | Lucia Altieri                                       | Lumicini rossi/Quando...quando...quando...                             |
| MS 1171            | 1962         | Lucia Altieri                                       | Fiori sull'acqua/Gondolì gondolà                                       |
| MS 1173            | 1962         | Ginetto e la sua fisarmonica                        | Valzer dell'organino/Baldo                                             |
| MS 1175            | 1962         | Nella Bellero                                       | Tango italiano/Alassio, mon amour                                      |
| MS 1178            | 1962         | Vanna Scotti                                        | Canary Twist/Tu mi vuoi bene                                           |
| MS 1180            | 3 marzo 1962 | Gianna Razzo                                        | Nuvoletta civettuola/Nata per me                                       |
| MS 1181            | 1962         | John Foster                                         | Sermonette/Bella al buio                                               |
| MS 1182            | 1962         | Lucia Altieri                                       | La mulata callejera/Pia y el pantalon                                  |
| MS 1185            | 1962         | Angelo & i suoi Angeli                              | Neapolitan Twist/L'appuntamento                                        |
| MS 1188            | 1962         | Angelo & i suoi Angeli                              | Formica cha cha cha/La cotta del gatto                                 |
| MS 1190            | 1962         | Angelo & i suoi Angeli                              | Selene/La casa in mezzo al mare                                        |
| MS 1191            | 1962         | Mario Nalin                                         | Quel vagabondo/Ho scritto un nome nel cielo                            |
| MS 1194            | 1962         | Mario Nalin                                         | Ante Dios/Giovanissima                                                 |

### 45 giri - Fiabe
| Numero di catalogo | Anno | Interprete | Titoli                                      |
| ------------------ | ---- | ---------- | ------------------------------------------- |
| MSF 101            | 1961 | Febo Conti | Il bue e il carro/Il pavone e la gru        |
| MSF 102            | 1961 | Febo Conti | Il povero diavolo/La mosca                  |
| MSF 103            | 1961 | Febo Conti | Due galli nel pollaio/La gallina e il gatto |
| MSF 104            | 1961 | Febo Conti | Chissà chi lo sa?/Abrakadabra               |